# 九州スポーツ
九州スポーツ（きゅうしゅうスポーツ）は、東京スポーツ新聞社の西部支社が、九州・山口地方と広島県安芸地方、および島根県石見地方で発行しているスポーツ新聞である。1966年に東京スポーツの九州版として創刊。通称「九スポ（キュースポ）」。

## 概要
九州全域で発売されているスポーツ紙としては、1955年（昭和30年）創刊のスポーツニッポン西部版並びに西日本スポーツ（現・西スポWEB OTTO!）、1956年（昭和31年）創刊のフクニチスポーツに次ぐ4紙目として、1966年（昭和41年）に創刊された。東京・大阪資本では2紙目であった。
そのため、九スポには他の東京スポーツ系列紙と大きく違う点がいくつかある。
- 朝刊で発行している（東京スポーツ、大阪スポーツ、中京スポーツは夕刊で発行）。そのため、記者は東スポ用と別に九スポ用の原稿を書いている。ただ、東スポ制作の記事は半日遅れで掲載されることになる。
- 休日も含め、原則毎日発行される（他の東スポ系列紙は休日[注 4]・GW・年末年始休刊。GWと年末年始は代わりにGW特大号・年末特大号を発行）。休刊日は基本的に日本新聞協会加盟社が申し合わせた休刊日となる。そのため、他の東スポ系列にない「臨時即売版」が存在する。
- 1頁をはじめとする冒頭数頁で野球やサッカー記事が、他の東京スポーツ系列紙に比べて充実している。九スポ以外の東スポ系列紙は、主に小ネタ・裏ネタ記事といった娯楽系の記事や中央・地方各競馬の関連記事がメインで、野球やサッカーの試合に関しては最終結果の点数しか載っていない。しかし九スポは朝刊紙ということもあってネタ記事用のスペースが縮小されており、試合経過を表すスコア表が載せられ、普通のスポーツ新聞としての体裁を保っている。特に福岡ソフトバンクホークスの取り上げが西スポWEB OTTO!や他の在福スポーツ紙と同等レベルとなっている。なお後述の通り、2020年4月に編集をこれまでのみなと山口合同新聞社への委託から、大阪スポーツ（委託印刷先・高速オフセット堺工場）に統合したため、東スポと同じくいわゆるネタ系の記事を掲載する日が増えている。
- 2024年4月6日付より、他地域の土曜日・日曜日付けは中央競馬の出馬表を前面に押し出した『競馬特別版』となったが、九スポは朝刊のため、他地域で前日の夕方に発行された紙面が読者の手元に届くのが開催当日の朝になる。競馬関連情報の鮮度の面で他地域と比べて大きく劣ることから、『競馬特別版』を『競馬ワイド紙面』と改題し、土曜日・日曜日付けも通常通りの価格で販売する。前日中に情報を入手したい場合、電子媒体『東スポ競馬』の有料会員になる必要がある。なお、広島県以西では競艇が盛んという地域特性もあるため、競艇のSG・プレミアムGI競走が特に広島県以西の競艇場で開催される場合は中央競馬開催日でも競艇関連の記事が優先されることがある。
- 他の東スポ系列紙にはない地方面があり、販売エリアである九州・山口県・広島県安芸地方・島根県石見地方の情報を紹介する「チャンネル9」を毎週月曜に掲載している。テレビ欄も販売エリアほぼ全てのテレビ局の番組表を掲載している（後述）。
- 日付の表記が他の東スポ系列紙の「元号（西暦）」表記と異なり、 2019年（平成31年）4月30日までは「元号」のみの表記となっていた。

…等である。

なお、中央競馬面に限って、域内競合紙と同じく関西拠点の大阪スポーツ（東スポ関西支社）で制作され、大スポと同じ『競馬ダイスポ』の副題を使用してきたが、全競走（最大36レース）馬柱掲載により集約が可能となったため2019年7月26日から東スポ本社での全国統一制作に移行、タイトルが『競馬トウスポ』に変更。さらに2024年4月6日から『九スポ競馬ワイド』となった。

## 販売価格
月極め購読料は3,900円、1部売り価格は160円である。他の東スポ系列紙の月極め購読料は4,800円、1部売り価格は180円であり、『九州スポーツ』は割安に設定されている。また、他地域が『競馬特別版』と銘打ち1部売り価格を250円とする土曜日・日曜日付けも、九スポは『競馬ワイド紙面』と銘打ち、通常通りの価格で販売される。
購読の申し込みに関して、かつては電話のみの受付となっていたが、現在は他の東スポ系列紙同様にメールでも受付を行っている。メールでの申し込みは、東京スポーツ同様に東スポ本社へ申し込む形となる。

## 対象地域
- 福岡県、佐賀県、長崎県、熊本県、大分県、宮崎県、鹿児島県、沖縄県、山口県、広島県安芸地方、島根県石見地方
  - 広島県備後地方と島根県出雲・隠岐地方は大阪スポーツの管轄となる。
  - 愛媛県松山市においては都市部のみ（一部地域では九スポと大スポが重複）販売されていたが、2022年3月1日をもって販売を終了し大スポに切り替わった。その他、上記の一部地域で、大スポと併売する店舗もある。

## 事業所
営業・販売（東京スポーツ新聞社西部支社）
福岡県福岡市中央区清川一丁目9番19号 渡辺通南ビル内
編集・制作（東京スポーツ新聞社東京本社）
東京都江東区越中島2-1-30 越中島STビル内（東日印刷本社・スポーツニッポン新聞社東京本社が入居するビル）
九州スポーツは、創刊から2020年3月31日付まで、みなと山口合同新聞社（山口県下関市東大和町）で紙面制作・印刷されていた。同社では朝日新聞の印刷を請け負っており、以前は山口県西部（山口市以西）向けのライバル紙・日刊スポーツの印刷も請け負っていた。東京本社・関西支社がスポーツニッポン・毎日新聞と、中部支社が中日新聞・中日スポーツとそれぞれ相乗り（同じ工場で印刷）しているだけに、特徴的であった（ただし、東スポ・大スポはかつて日刊スポーツに印刷を委託していた）。
2020年4月1日付から、大阪スポーツを発行する東京スポーツ新聞社関西支社（大阪府堺市堺区松屋大和川通3丁132 高速オフセット堺工場内）で紙面を編集・制作し、佐賀県鳥栖市と北九州市小倉南区にある毎日新聞九州センターでの印刷に切り替わった。九スポ独自の記事（公営競技・テレビ番組欄など）の制作も大スポ側が引き継いだ。
2022年春、東スポグループ4紙（東スポ・大スポ・中京スポ・九スポ）の紙面編集を東スポ本部（東京都江東区越中島2-1-30 越中島STビル内）にて一括して行うことになり、大スポは営業・広告部門のみを堺市から大阪市北区梅田の大阪駅前第1ビル4階に移転、大スポの編集局は東スポ本部に統合・集約し、九スポ独自の紙面（公営競技やテレビ番組欄、九州・山口・広島の地域情報、月曜日付朝刊など）の編集・制作も東京に再度移転した。尚、九スポの営業・広告部門と印刷に関しては、これまで通り福岡市と鳥栖市などで行われる。

## テレビ欄
- 九州スポーツのテレビ欄は、九州全県（山口県を含み、沖縄県の全局を除く。）と広島県のテレビ欄が掲載されている。但し、NHK Eテレや、発売地域である島根県の日本海テレビ、山陰放送、山陰中央テレビ、愛媛県の南海放送、テレビ愛媛、あいテレビ、愛媛朝日テレビはスペースの都合等で掲載されていない。テレビ欄の表記カットには長らく局名の下に問い合わせの電話番号が表記されていたが、現在は電話番号に代わって地上デジタル放送のリモコンキーIDの表記に変更されている。
- ちなみに他の東スポ系列紙のテレビ欄は、東京スポーツはNHK（首都圏版）と在京キー局と東京都域局のTOKYO MXのみ掲載しており、東京以外のテレビ局は掲載されなかった。大阪スポーツもNHK（大阪版）と在阪準キー局と大阪府域局であるテレビ大阪、兵庫県域局のサンテレビ、京都府域局のKBS京都のみ掲載している。また東スポ・大スポに掲載されていたファミリー劇場と日本映画専門チャンネル、BSスカパー!は九スポにも掲載されているが、東スポ・大スポで掲載されていた釣りビジョンは九スポでは掲載されていない。
- 中京スポーツにはテレビ欄そのものがない。2018年3月をもって東スポ・大スポで番組表が掲載されなくなり、唯一九スポのみが番組表の掲載を継続している。

### フルサイズ掲載
かつては、他のラテ欄とは違い、午後6時台までの時刻軸を「あさ」「ひる」とまとめていたが、現在は他の新聞と同様のサイズになっている。また、かつて、ケース・バイ・ケースではあるが早朝6時台までの番組を載せずに7時から載せていたことがある。
- NHK総合（基本的には福岡の番組表。デジタル福岡・鹿児島3、それ以外の地域は1）
- KBC九州朝日（デジタル1）
- RKB毎日（デジタル4）
- FBS福岡（デジタル5）
- テレQ（デジタル7）
- TNCテレビ西日本（デジタル8）

### 小サイズ掲載
なお、KRY・RCC・HTVはかつてフルサイズでの掲載をしていたことがある。
- TYSテレビ山口（デジタル3）
- KRY山口（デジタル4）
- YAB山口朝日（デジタル5）
- RCC中国（デジタル3）
- HTV広島テレビ（デジタル4）
- HOMEテレビ（デジタル5）
- TSSテレビ新広島（デジタル8）
- サガテレビ（デジタル3）
- NBC長崎（デジタル3）
- NIB長崎国際（デジタル4）
- NCC長崎文化（デジタル5）
- KTNテレビ長崎（デジタル8）
- RKK熊本（デジタル3）
- KKT熊本県民テレビ（デジタル4）
- KAB熊本朝日（デジタル5）
- TKUテレビ熊本（デジタル8）
- OBS大分（デジタル3）
- TOSテレビ大分（デジタル4）
- OAB大分朝日（デジタル5）
- UMKテレビ宮崎（デジタル3）
- MRT宮崎放送（デジタル6）
- MBC南日本放送（デジタル1）
- KYT鹿児島読売（デジタル4）
- KKB鹿児島放送（デジタル5）
- KTS鹿児島テレビ（デジタル8）
- NHK BS（BSデジタル1）
- NHK BSプレミアム4K（BSデジタル4K1）
- ファミリー劇場（CSスカパー!293）
- 日本映画専門チャンネル（BSデジタル255）